# Østrigs håndboldlandshold (herrer)
Østrigs håndboldlandshold er det nationale håndboldlandshold i Østrig for mænd, og kontrolleres af Österreichischer Handballbund. Det har pr. 2014 deltaget i de olympiske lege én gang (i 1936), i VM (indendørs) tre gange (1938, 1993 og 2011) og VM i markhåndbold fire gange (1952, 1955, 1963 og 1966). De har desuden deltaget i EM en enkelt gang; nemlig da de selv afholdte mesterskaberne i 2010. De har dog kvalificeret sig til EM i 2014. 

## Historiske placeringer
Her er en oversigt over, hvordan det er gået det østrigske landshold under diverse slutrunder.

### OL
| Begivenhed | Placering |
| ---------- | --------- |
| OL 1936    | Sølv      |

### EM
| Begivenhed | Placering |
| ---------- | --------- |
| 2010       | 9. plads  |
| 2014       | 11. plads |
| 2018       | 15. plads |
| 2020       | 8. plads  |
| 2022       | 20. plads |

### VM
| Begivenhed     | Placering |
| -------------- | --------- |
| VM 1938        | Sølv      |
| VM 1952 (mark) | Nr. 4     |
| VM 1955 (mark) | Nr. 7     |
| VM 1963 (mark) | Nr. 5     |
| VM 1966 (mark) | Bronze    |
| B-VM 1992      | Sølv      |
| VM 1993        | Nr. 14    |
| VM 2011        | Nr. 18    |
| VM 2015        | Nr. 16    |
| VM 2019        | Nr. 19    |

## Truppen
Den nuværende østrigske trup til EM i håndbold 2020 i Østrig.
Chefræner:  Aleš Pajovič
| Nr. | Navn               | Position     | Kampe | Mål | Klub                    |
| --- | ------------------ | ------------ | ----- | --- | ----------------------- |
| 1   | Thomas Bauer       | Målvogter    | 151   | 0   | FC Porto                |
| 4   | Alexander Hermann  | Venstre back | 77    | 133 | VfL Gummersbach         |
| 7   | Janko Božović      | Højre back   | 148   | 393 | VfL Gummersbach         |
| 9   | David Brandfellner | Højre fløj   | 9     | 12  | Fivers Margareten       |
| 15  | Fabian Posch       | Højre fløj   | 101   | 158 | UHK Frams               |
| 20  | Sebastian Frimmel  | Venstre fløj | 53    | 123 | Kadetten Schaufffhausen |
| 28  | Robert Weber       | Højre fløj   | 173   | 764 | HSG Nordhorn-Lingen     |
| 30  | Boris Zivkovic     | Højre back   | 24    | 26  | Alpla Hand Hard         |
| 31  | Julian Pratschner  | Venstre fløj | 10    | 16  | SG Handball West Wien   |
| 32  | Gerald Zeiner      | Playmaker    | 45    | 99  | Alpla Hand Hard         |
| 40  | Thomas Eichbeger   | Målvogter    | 3     | 0   | HSG Graz                |
| 45  | Daniel Dicker      | Højre fløj   | 11    | 10  | HSG Graz                |
| 53  | Nikola Bilyk       | Højre fløj   | 68    | 270 | THW Kiel                |
| 55  | Tobias Wagner      | Højre fløj   | 47    | 80  | Fivers Margareten       |
| 60  | Jacob Jochmann     | Playmaker    | 6     | 10  | UHK Krems               |
| 72  | Lukas Hutecek      | Højre fløj   | 0     | 0   | Fivers Margareten       |
| 85  | Lukas Herbuger     | Stregspiller | 26    | 19  | Kadetten Schauffhausen  |
| 92  | Raul Santos        | Venstre fløj | 81    | 302 | SC DHfK Leipzig         |